# Alcobendas
Alcobendas es un municipio de España perteneciente a la Comunidad de Madrid. Se encuentra a 15 km al norte de la capital y a 669 m de altitud sobre el nivel del mar. Limita con los municipios de San Sebastián de los Reyes, al norte; Madrid, al oeste y al sur; y Paracuellos de Jarama, al este. Según (INE 2024), en 2024, Alcobendas cuenta con una población de 119 416 habitantes, 62 513 mujeres y 56 903 hombres.

## Símbolos
El escudo heráldico que representa al municipio fue aprobado oficialmente el 29 de marzo de 1962 con el siguiente blasón:

Escudo en mantel: Primero, de plata, la cruz florlisada de gules; segundo de plata, el águila de sable; tercero, de sinople, el castillo de plata. Al timbre, corona de Conde.
Boletín Oficial del Estado nº 83 de 6 de abril de 1962

## Geografía
El centro de la villa está situado a una altitud de 669 m sobre el nivel del mar. El municipio de Alcobendas limita con los municipios de Madrid, San Sebastián de los Reyes y Paracuellos de Jarama.
| Noroeste: Madrid | Norte: San Sebastián de los Reyes | Nordeste: San Sebastián de los Reyes |
| Oeste: Madrid    |                                   | Este: Paracuellos de Jarama          |
| Suroeste: Madrid | Sur: Madrid                       | Sureste: Madrid                      |

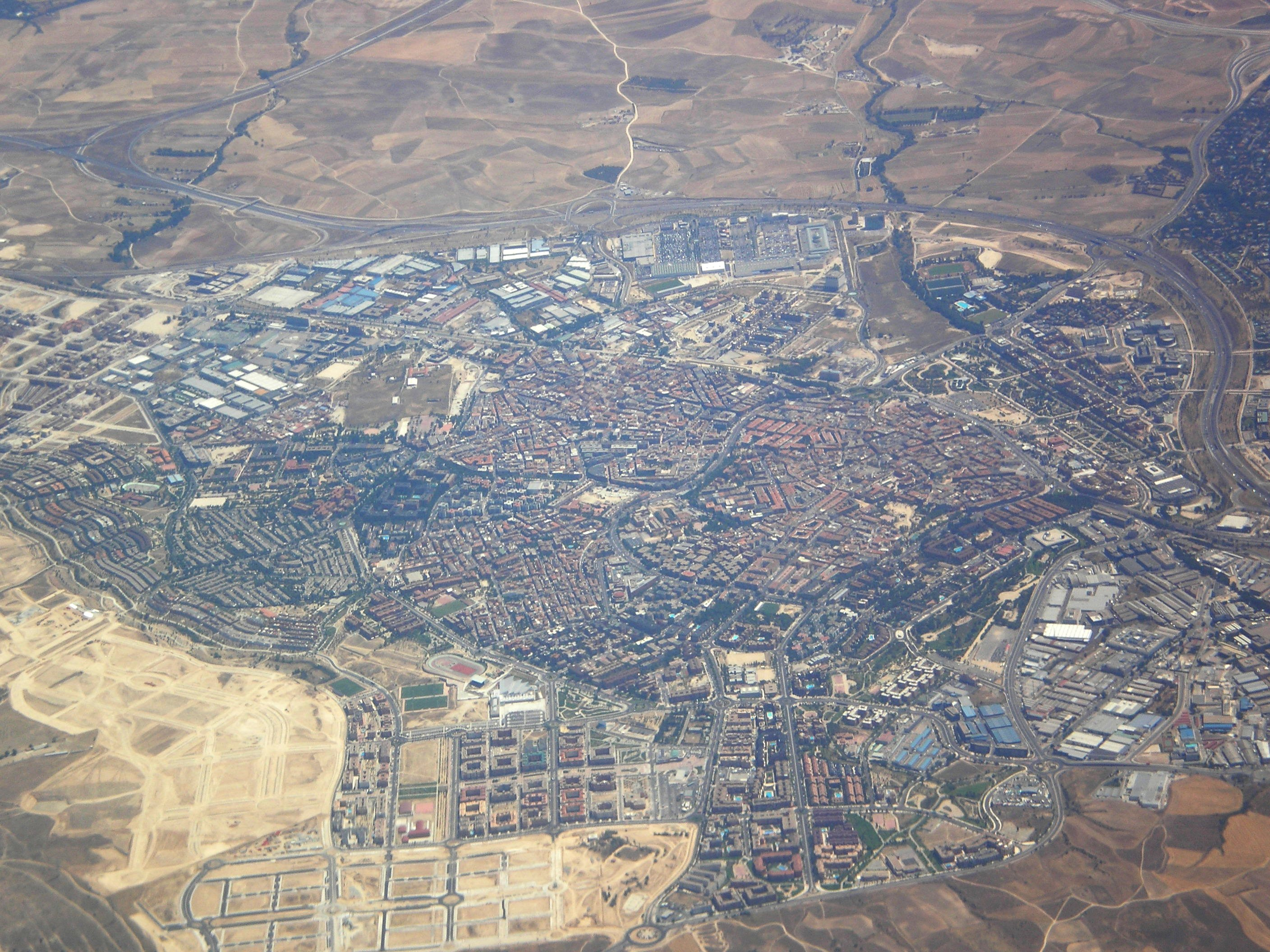
Continuo urbano entre Alcobendas y San Sebastián de los Reyes. Alcobendas se encuentra al sur; es decir, a la derecha en esta fotografía

Históricamente, Alcobendas y San Sebastián de los Reyes han formado un continuo urbano siendo separadas tan solo por dos calles continuas: la avenida de España (la acera izquierda respecto al comienzo de la vía pertenece a Alcobendas y la acera derecha a San Sebastián de los Reyes) y la avenida de Madrid (los números pares se encuentran en el municipio sansebastianense mientras que los números impares pertenecen al municipio alcobendense). Actualmente, y debido al crecimiento de ambas, comparten las mencionadas anteriormente, además de la calle del Cabo de Gata y la avenida de la Albufera (ambas pertenecen administrativamente a San Sebastián de los Reyes aunque una pequeña parte de la misma entran en el término municipal de Alcobendas a través de la rotonda que las une con las calle del Embrujo y la avenida de Pablo Iglesias), la calle de Gloria Fuertes (los números pares se encuentran en el municipio sansebastianense mientras que los números impares pertenecen al municipio alcobendense), la calle de Francisco Largo Caballero (pertenece administrativamente a Alcobendas pero el comienzo de la calle se encuentra en territorio sansebastianense), parque Cerro del Tambor (pertenece administrativamente a San Sebastián de los Reyes aunque una pequeña parte del mismo entra en Alcobendas), la calle de Manuel de Falla (pertenece a Alcobendas, con la excepción del número 91 que forma parte de San Sebastián de los Reyes), la calle de Isabel II (cuya parte final pertenece a Alcobendas y acaba en una calle sin salida) en la que se encuentran los números 3, 5 y 7 y la avenida del Juncal (pertenece administrativamente a San Sebastián de los Reyes aunque una pequeña parte de la misma entra en Alcobendas).
Además, Alcobendas es uno de los cuatro municipios que forma un continuo urbano con Madrid capital junto con Pozuelo de Alarcón, Majadahonda y Coslada. 
En concreto, el Encinar de los Reyes conecta con el distrito Hortaleza con las siguientes calles que atraviesan el término municipal que dividen a ambos municipios:
- Calle del Camino del Cura (Alcobendas) y carretera del Mediodía (Madrid). Una acera pertenece al municipio alcobendense (en la cual se encuentra el Centro Comercial El Encinar) y la otra al municipio madrileño (del número 4 al 74). Por otra parte, en el cuarto tramo del Camino del Cura se encuentra el borde municipal a la altura del número 233 coincidiendo con la parte final de la calle de Agatha Christie (Madrid), la cual abarca del número 185 al 269. Aquí se encuentra la urbanización privada El Encinar de Nuevo Mundo girando levemente a la izquierda. Junto a la entrada a la urbanización, también se encuentra el número 130 del Camino de la Huerta (Madrid), con cuya calle también se enlaza.
- Calle del Encinar (Alcobendas). Transcurre por Alcobendas hasta llegar a la rotonda de la confluencia con la calle del Camino del Cura y la carretera del Mediodía en la que dirigiéndose al segundo giro a la derecha, entra en Madrid.

Además, hay una serie de calles que se encuentran junto al borde del término municipal. En concreto, estas vías son: el Camino Viejo del Cura (Madrid), la calle del Camino Ancho (Alcobendas) y el Camino Viejo de Alcobendas (Alcobendas).
Por otra parte, Alcobendas también forma un continuo urbano con Madrid (distrito Fuencarral-El Pardo). Esto se puede ver claramente en la carretera M-603 (Fuencarral a Alcobendas). Además, la avenida del Monte de Montelatas conecta la M-603 y con una carretera que conduce a una rotonda de la Ronda de la Comunicación (Madrid) en el Distrito Telefónica de Las Tablas. A diferencia de la siguiente avenida mencionada, solamente se puede circular con vehículo ya que al estar en autovía los peatones no pueden atravesar la división. Cabe destacar que en el parque empresarial La Moraleja se encuentra la avenida de Europa (Alcobendas), también próxima al término municipal que divide ambas localidades. Este vial tiene forma de «U» invertida, cuyo comienzo conecta con la plaza de Atenas que dirige a la calle del Pórtico de la Gloria (Madrid) y en el final enlaza con otra rotonda (situada más al sur) de la Ronda de la Comunicación.
Por último, Alcobendas comparte el monte de Valdelatas con el municipio de Madrid, siendo ésta una de las zonas más frecuentadas del parque regional de la Cuenca Alta del Manzanares. En concreto, 89 de las 290 hectáreas pertenecen al término municipal de Alcobendas y el resto a Madrid.

### Clima
| Parámetros climáticos promedio de municipio de Alcobendas (Periodo de referencia: 1971-2000) | Parámetros climáticos promedio de municipio de Alcobendas (Periodo de referencia: 1971-2000) | Parámetros climáticos promedio de municipio de Alcobendas (Periodo de referencia: 1971-2000) | Parámetros climáticos promedio de municipio de Alcobendas (Periodo de referencia: 1971-2000) | Parámetros climáticos promedio de municipio de Alcobendas (Periodo de referencia: 1971-2000) | Parámetros climáticos promedio de municipio de Alcobendas (Periodo de referencia: 1971-2000) | Parámetros climáticos promedio de municipio de Alcobendas (Periodo de referencia: 1971-2000) | Parámetros climáticos promedio de municipio de Alcobendas (Periodo de referencia: 1971-2000) | Parámetros climáticos promedio de municipio de Alcobendas (Periodo de referencia: 1971-2000) | Parámetros climáticos promedio de municipio de Alcobendas (Periodo de referencia: 1971-2000) | Parámetros climáticos promedio de municipio de Alcobendas (Periodo de referencia: 1971-2000) | Parámetros climáticos promedio de municipio de Alcobendas (Periodo de referencia: 1971-2000) | Parámetros climáticos promedio de municipio de Alcobendas (Periodo de referencia: 1971-2000) | Parámetros climáticos promedio de municipio de Alcobendas (Periodo de referencia: 1971-2000) |
| Mes                                                                                          | Ene.                                                                                         | Feb.                                                                                         | Mar.                                                                                         | Abr.                                                                                         | May.                                                                                         | Jun.                                                                                         | Jul.                                                                                         | Ago.                                                                                         | Sep.                                                                                         | Oct.                                                                                         | Nov.                                                                                         | Dic.                                                                                         | Anual                                                                                        |
| -------------------------------------------------------------------------------------------- | -------------------------------------------------------------------------------------------- | -------------------------------------------------------------------------------------------- | -------------------------------------------------------------------------------------------- | -------------------------------------------------------------------------------------------- | -------------------------------------------------------------------------------------------- | -------------------------------------------------------------------------------------------- | -------------------------------------------------------------------------------------------- | -------------------------------------------------------------------------------------------- | -------------------------------------------------------------------------------------------- | -------------------------------------------------------------------------------------------- | -------------------------------------------------------------------------------------------- | -------------------------------------------------------------------------------------------- | -------------------------------------------------------------------------------------------- |
| Temp. máx. media (°C)                                                                        | 9.0                                                                                          | 11.2                                                                                         | 15.8                                                                                         | 17.5                                                                                         | 21.6                                                                                         | 27.3                                                                                         | 32.1                                                                                         | 31.7                                                                                         | 27.0                                                                                         | 19.9                                                                                         | 14.0                                                                                         | 10.4                                                                                         | 19.9                                                                                         |
| Temp. media (°C)                                                                             | 4.9                                                                                          | 6.5                                                                                          | 9.7                                                                                          | 11.5                                                                                         | 15.3                                                                                         | 20.4                                                                                         | 24.3                                                                                         | 24.0                                                                                         | 19.9                                                                                         | 14.0                                                                                         | 8.9                                                                                          | 6.1                                                                                          | 13.9                                                                                         |
| Temp. mín. media (°C)                                                                        | -0.5                                                                                         | 1.2                                                                                          | 3.6                                                                                          | 5.5                                                                                          | 9.1                                                                                          | 13.4                                                                                         | 16.5                                                                                         | 16.3                                                                                         | 12.9                                                                                         | 8.3                                                                                          | 3.9                                                                                          | 1.8                                                                                          | 7.8                                                                                          |
| Precipitación total (mm)                                                                     | 39                                                                                           | 37                                                                                           | 23                                                                                           | 45                                                                                           | 49                                                                                           | 30                                                                                           | 13                                                                                           | 12                                                                                           | 28                                                                                           | 42                                                                                           | 54                                                                                           | 56                                                                                           | 432                                                                                          |
| Fuente: Agencia Estatal de Meteorología                                                      |                                                                                              |                                                                                              |                                                                                              |                                                                                              |                                                                                              |                                                                                              |                                                                                              |                                                                                              |                                                                                              |                                                                                              |                                                                                              |                                                                                              |                                                                                              |

## Historia
A mediados del siglo XIX, el lugar contaba con una población censada de 1052 habitantes. La localidad aparece descrita en el primer volumen del Diccionario geográfico-estadístico-histórico de España y sus posesiones de Ultramar de Pascual Madoz de la siguiente manera:

ALCOBENDAS: v. con ayunt. en la prov., aud. terr. y c. g. de Madrid (3 1/2 leg. N. NE.), part. jud. de Colmenar Viejo (4), dióc. de Toledo (15): sit. en el camino real de Francia á una leg. del r. Jarama y en un llano arenoso y poco fértil; dominanle los vientos del N.: tiene buenas aguas de fuente y de un arroyo que está al S., y goza de temperamento sano naturalmente, aunque sus vec., efecto de su mucha pobreza y desabrigo, padecen calenturas intermitentes. Forman el casco de la pobl. sobre 300 casas, 30 ó 40 de ellas muy regulares con capitular, cárcel, carnicería, escuela de primeras letras, pósito y hospital; 2 igl, parr., una dentro de la pobl. con cura párroco y un beneficiado que nombra el Rey, y otra en el desp. llamado Fuentidueña con un teniente. El térm. de esta jurisd. está limitado al rádio de sus canales, teniendo los vec. sus posesiones en los de S. Sebastian de los Reyes, Fuente el Fresno y Barajas, con algunas cortas porciones en Hortaleza y Fuencarral por cantidad de 4,000 fan. de tierra de pan llevar, 1,200 de viñedo y 20 de huerto, sin aguas de riego, con un monte bajo de carrascal en Fuencarral que benefician para carbon: prod.: trigo, centeno, cebada, avena, garbanzos, guisantes, algarrobas y vino, especialmente el celebrado moscatel, haciendo las labores y acarreos con ganado vacuno y mular; crían algún ganado lanar y en épocas libros de labor, se dedican al tragineo para la Corte, en cuyo tránsito se encuentran 2 arroyos, uno de ellos con alcantarilla y el nuevo portazgo de donde parte el camino para Chamartin que está á 1/4 de hora sobre la der.: hay parada de diligencias y una muy decente posada llamada la venta de la Pesadilla: pobl.: 271 vec.: 1,052 alm.: cap. prod. 10.796,767 rs.; imp.: 437,167: contr.: según el cálculo general de la prov. 11 p00.
(Madoz, 1845, p. 450)

De incierto origen, Alcobendas tiene su primera cita documentada en el año 1208 al darse límites entre Madrid y Segovia por el rey Alfonso VIII de Castilla. Fue una aldea del alfoz de Madrid hasta el año 1369 en que Enrique II la cedió a Pedro González de Mendoza en premio por su apoyo en la guerra contra su hermano Pedro I. Su nieto Iñigo López de Mendoza, el marqués de Santillana, permutó con el conde de Gelves, Gonzalo de Guzmán, sus derechos sobre Alcobendas con los de la villa de Torija (Guadalajara) en el año 1453 para, a su vez este, hacer lo propio en 1454 con Diego Romero, alcalde mayor de Toledo, a cambio de la villa vallisoletana de Valdenebro. En 1457, tras trueque con la villa toledana de Carmena, aparece el señorío en posesión de Diego Arias Dávila, contador mayor de Castilla, a cuyos descendientes, los condes de Puñonrostro, va a pertenecer Alcobendas hasta el año 1811 en que desaparecen los señoríos. El escudo actual de Alcobendas, al igual que el de San Agustín de Guadalix, es precisamente el de dicho condado.
La jurisdicción de los señores de Alcobendas no llegaba más allá del perímetro del caserío del pueblo, «hasta las goteras de sus últimas casas», perteneciendo a la de Madrid todo el campo circundante donde el alcobendeño trabajaba, de suerte tal que tenía que soportar una doble carga impositiva, pechando ante su señor y ante la villa de Madrid. Esta sobrecarga tributaria, acompañada de una tiránica actitud por parte de su señor Juan Arias Dávila motivó que varios alcobendenses se asentaran en un próximo cerro de la jurisdicción de Madrid y solicitaran vecindad a su concejo. Nacía así el vecino San Sebastián de los Reyes en el año 1492 al amparo de una bien trazada política antiseñorial del concejo de Madrid y de los Reyes Católicos en su intento de restar fuerza a la nobleza. Aquí comenzaron las animadversiones entre los habitantes de uno y otro pueblo que sembrarían, durante siglos, de querellas y pleitos las instancias judiciales.
En el siglo XVII Alcobendas vivió dos extraordinarios y afamados milagros certificados por las jerarquías eclesiásticas: el de la sudoración del Cristo de la columna en 1646, y el de la multiplicación del vino de una pequeña tinaja en 1677. Ya en el siglo XIX sufriría el azote del invasor francés desde 1808 hasta su liberación por El Empecinado. En 1822 las Cortes aprobaron los límites del término municipal que hoy conocemos, y en 1823, desde Alcobendas, el duque de Angulema lanzaba su proclama derrocado el régimen liberal nacido del golpe del general Riego. En el siglo XX la guerra civil y sus años de postguerra fueron sufridos por Alcobendas como en tantos otros lugares, y a mediados de siglo comenzará un fenómeno inmigratorio que hará pasar al pueblo de tener 1985 habitantes en 1940 a 3748 en 1960, y a censar 25 074 en el año 1970.

## Demografía
Alcobendas cuenta con una población de 121 373 habitantes (INE 2024).
| Gráfica de evolución demográfica de Alcobendas entre 1842 y 2021                                                                                                |
| |
| Población de derecho según los censos de población del INE Población de hecho según los censos de población del INEEn este censo se denominaba Alcovendas: 1842 |

## Economía

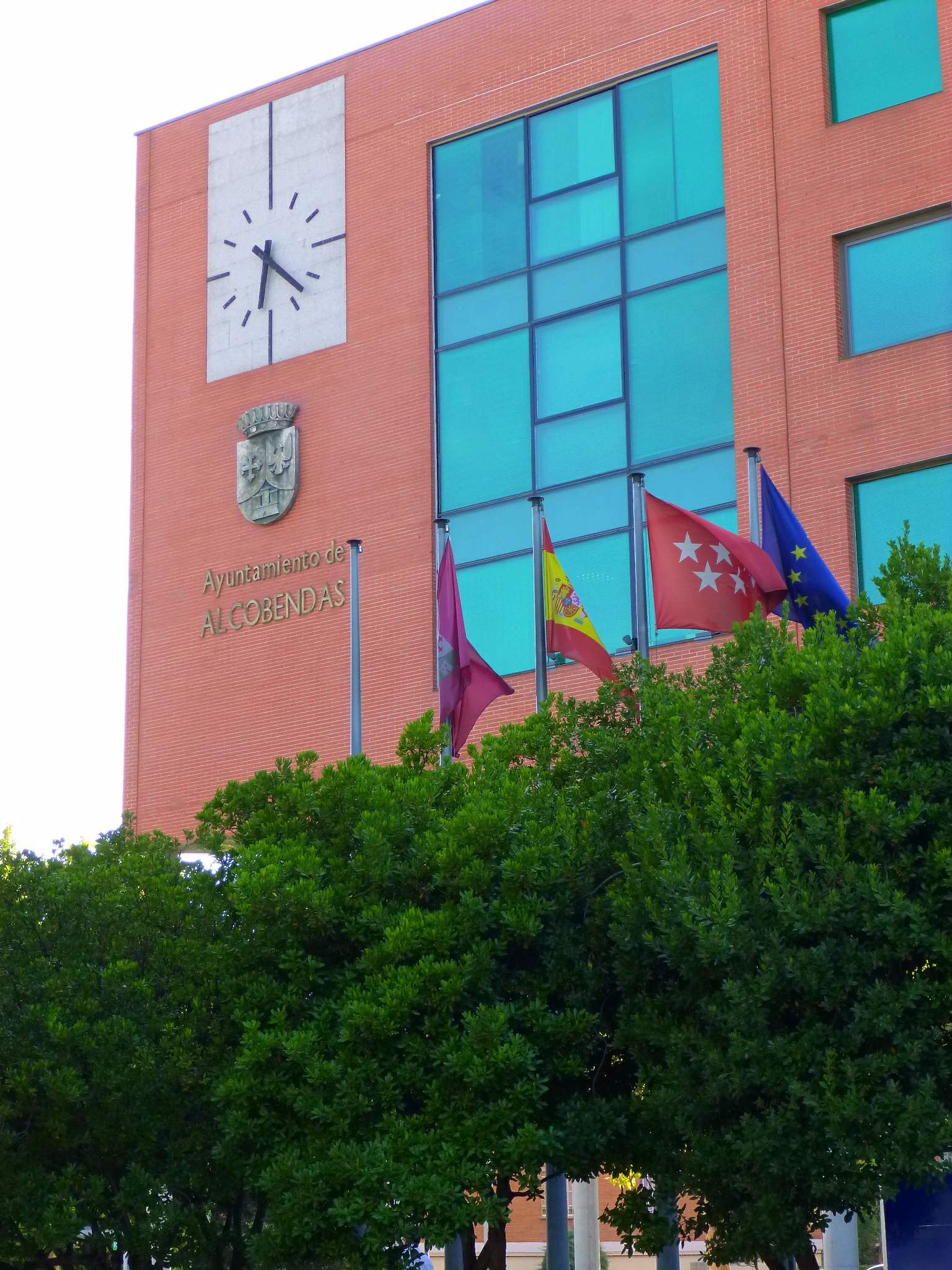
El Ayuntamiento de Alcobendas, inaugurado en diciembre de 1993

Este pueblo ha experimentado un gran auge económico desde mediados del siglo XX. En esta localidad se sitúan importantes centros comerciales como La Vega (Alcampo entre otros), Carrefour, Río-Norte (Decathlon, Toys'R'Us, Décimas...), Centro de Ocio Diversia (Cine Kinépolis entre otros), Moraleja Green (Supermercados Sánchez Romero y Cinesa La Moraleja entre otros). Posee dos polígonos industriales de gran importancia, conectados con la A-1 (Madrid-Burgos), la carretera de Madrid-Colmenar, la estación de la Granja (L-10 de Metro) y líneas de autobuses. También cuenta con dos parques empresariales: La Moraleja y Arroyo de la Vega, en los que han establecido sus sedes importantes empresas, especialmente relacionadas con las nuevas tecnologías.

## Administración y política
El 17 de junio de 2023 se constituyó la corporación municipal, siendo elegida como nueva alcaldesa la integrante del Partido Popular, Rocío García Alcantara. El resultado de la votación fue por mayoría absoluta de 14 votos a favor: 13 de PP y 1 de Futuro Alcobendas-Ciudadanos. Su antecesor, Aitor Retolaza Izpizua (Ciudadanos), fue quien completó los 14 votos necesarios y cedió el bastón de mando a la que ya es la primera mujer que ostenta este cargo en la historia del municipio.
| Periodo   | Nombre                             | Partido | Partido                                  |
| --------- | ---------------------------------- | ------- | ---------------------------------------- |
| 1979-1983 | Carlos Muñoz Ruiz                  |         | Partido Socialista Obrero Español (PSOE) |
| 1983-2007 | José Caballero Domínguez           |         | Partido Socialista Obrero Español (PSOE) |
| 2007-2019 | Ignacio García de Vinuesa Gardoqui |         | Partido Popular (PP)                     |
| 2019-2021 | Rafael Sánchez Acera               |         | Partido Socialista Obrero Español (PSOE) |
| 2021-2023 | Aitor Retolaza Izpizua             |         | Ciudadanos (CS)                          |
| 2023-act. | Rocío García Alcántara             |         | Partido Popular (PP)                     |

| Partido político                         | 2023   | 2023  | 2023       | 2019   | 2019  | 2019       | 2015   | 2015  | 2015       | 2011   | 2011  | 2011       | 2007   | 2007  | 2007       |
| Partido político                         | Votos  | %     | Concejales | Votos  | %     | Concejales | Votos  | %     | Concejales | Votos  | %     | Concejales | Votos  | %     | Concejales |
| Partido Popular (PP)                     | 24 271 | 42,56 | 13         | 18 782 | 34,33 | 10         | 20 318 | 38,47 | 12         | 25 239 | 49,69 | 15         | 24 892 | 49,89 | 14         |
| Partido Socialista Obrero Español (PSOE) | 16 713 | 29,31 | 9          | 16 662 | 30,45 | 9          | 11 572 | 21,91 | 7          | 9694   | 19,08 | 5          | 18 337 | 36,75 | 11         |
| Vox                                      | 6354   | 11,14 | 3          | 3743   | 6,84  | 2          | 631    | 1,19  | 0          | —      | —     | —          | —      | —     | —          |
| Más Madrid                               | 3280   | 5,75  | 1          | —      | —     | —          | —      | —     | —          | —      | —     | —          | —      | —     | —          |
| Ciudadanos (CS)                          | 2889   | 5,07  | 1          | 8615   | 15,75 | 5          | 6194   | 11,73 | 3          | —      | —     | —          | —      | —     | —          |
| Podemos                                  | —      | —     | —          | 3126   | 5,71  | 1          | —      | —     | —          | —      | —     | —          | —      | —     | —          |
| Sí Se Puede!                             | —      | —     | —          | —      | —     | —          | 5497   | 10,41 | 3          | —      | —     | —          | —      | —     | —          |
| Unión Progreso y Democracia (UPyD)       | —      | —     | —          | —      | —     | —          | 3082   | 5,83  | 1          | 9732   | 19,16 | 5          | —      | —     | —          |
| Izquierda Unida-Los Verdes (IU-LV)       | —      | —     | —          | —      | —     | —          | 2665   | 5,05  | 1          | 3438   | 6,77  | 2          | 4013   | 8,04  | 2          |

## Monumentos y lugares de interés

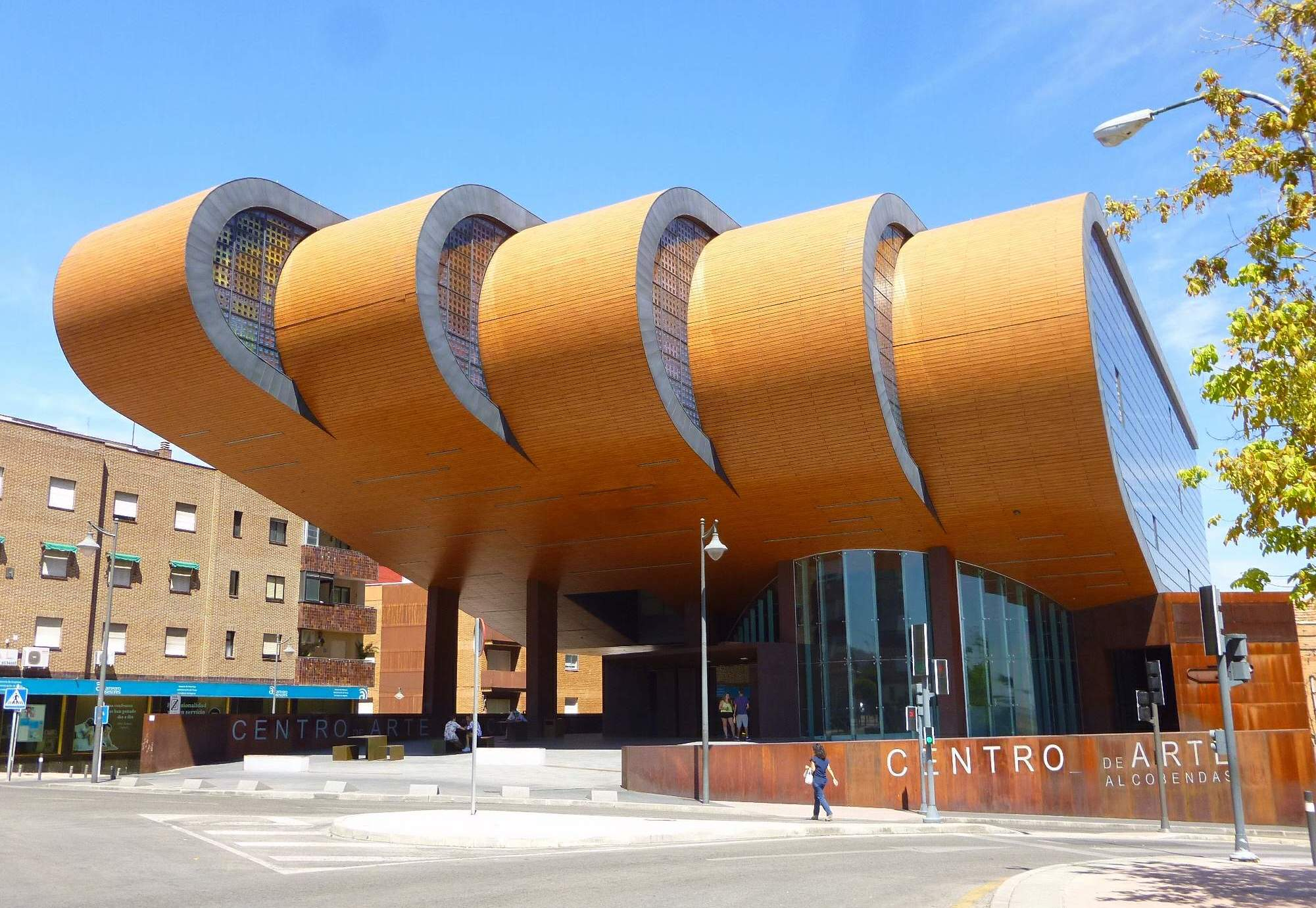
Centro de Arte Alcobendas
Con un diseño vanguardista, abrió sus puertas en 2010. Incluye espacios para biblioteca, audioteca, auditorio y salas de exposiciones.

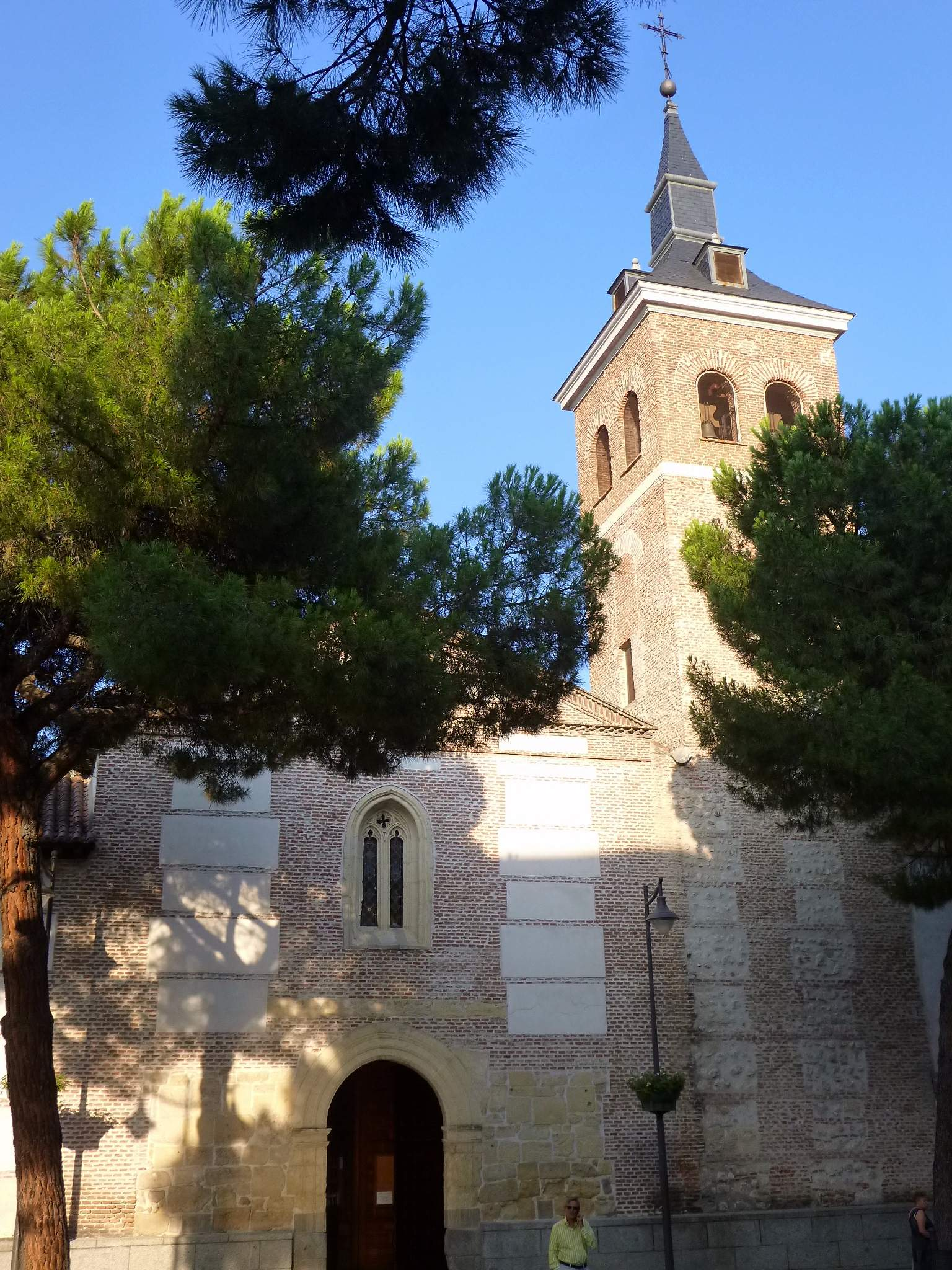
Iglesia de San Pedro Apóstol
Situada en la calle de la Iglesia, en el centro del casco urbano. La serie ¡Ay, Señor, Señor!, de Antena 3, fue grabada en la localidad. Debido a que el personaje principal es un sacerdote, interpretado por Andrés Pajares, muchas de las escenas de la misma se rodaron en la iglesia. 
La Casa Gibaja
Situada en la calle de la Constitución, se encuentra a cien metros de la plaza del Pueblo. Edificación de principios del siglo XX dedicada, además de vivienda, a los usos de labor agrícola y ganadera característicos de la población.
Parque de Cataluña
Un parque bastante grande, situado en la calle del Marqués de la Valdavia, junto al metro del mismo nombre. En este parque se puede encontrar: una zona cercada para los niños, una fuente con una forma peculiar, varios bancos individuales que comparten sitio con los de dos personas, un río con sus cascadas pequeñas (todo ello artificial), unas mesas, un mirador de no muy grandes dimensiones, una plaza amplia y un ambiente que intenta evocar el parque Güell de Gaudí en Barcelona.
Parque de Andalucía
Situado en la calle del Pintor Murillo. El parque más grande de este pueblo, en donde destaca el lago central con una gran fuente.
Jardín de la Vega
En este jardín se encuentra la llamada Campana de la Paz. También se encuentran varios parques para los más pequeños junto con zonas de descanso entre los árboles.
Avenida Olímpica
En esta avenida se encuentra la fundación Pedro Ferrándiz, Salón de la Fama de la FIBA, y banderas de todos los países que han albergado Juegos Olímpicos. En la misma fundación podemos encontrar la sede del mundial de baloncesto de 2014 que se va a disputar en España. Alcobendas habría sido la séptima sede del mundial de baloncesto 2014. Así anunció José Luis Sáez, presidente de la Federación Española de Baloncesto.
La Menina

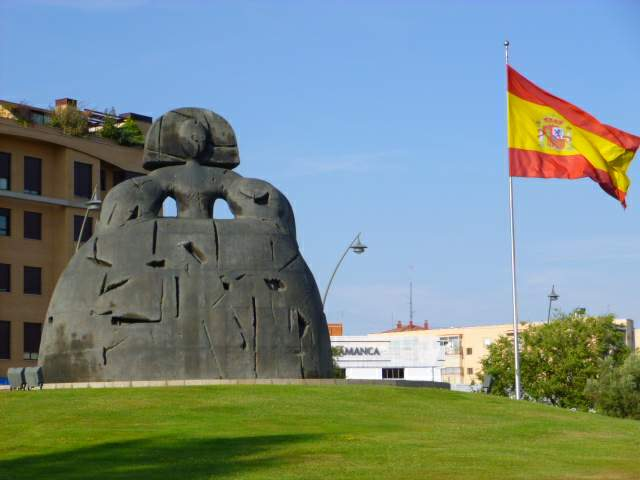
Glorieta de La Menina

Uno de los últimos monumentos de Alcobendas pero el más popular a día de hoy. Tiene unos siete metros de altura. Situado al principio del paseo de la Chopera, en uno de los principales accesos al pueblo, una menina de varios metros de altura se sitúa sobre una rotonda ajardinada de grandes proporciones. Su autor es el escultor Manolo Valdés.

## Servicios
A pesar de encontrarse muy alejado del casco urbano de la ciudad, el municipio cuenta con servicios funerarios en el tanatorio parque Cementerio de la Paz. Se encuentra en el Cordel de la Tapia Viñuelas pero se accede al recinto por Madrid a través de la carretera de Colmenar Viejo M-607.

### Educación
Educación infantil, primaria, secundaria y universitaria
En Alcobendas, hay 26 escuelas infantiles (5 públicas y 21 privadas), 14 colegios públicos de educación infantil y primaria, 5 institutos de educación secundaria, 14 colegios privados (con y sin concierto), la Universidad Popular Miguel Delibes, 7 centros extranjeros (Liceo Francés de Madrid) y uno de los campus de la Universidad Europea de Madrid.

### Transporte

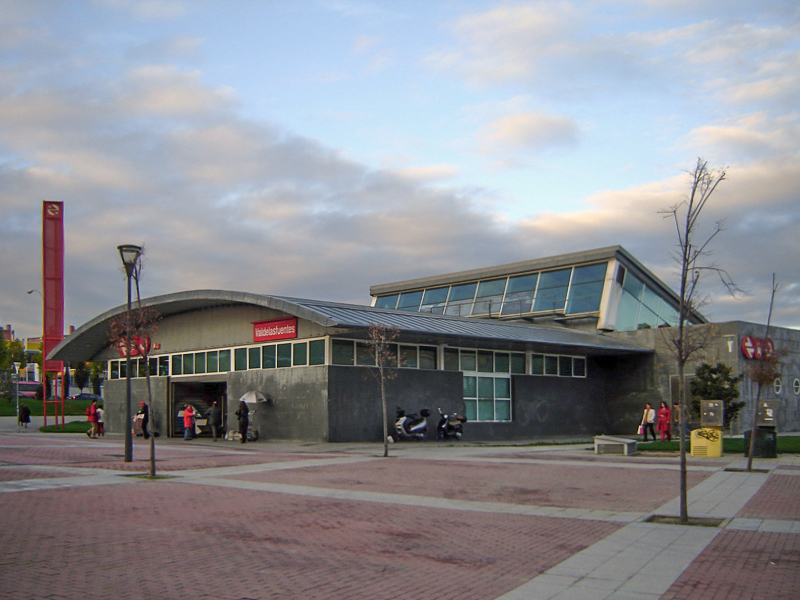
Estación de Valdelasfuentes, una de las dos de cercanías de Alcobendas

La principal vía de acceso a Alcobendas es la A-1, aunque también está conectada con la vía de circunvalación M-40, la autopista de peaje R-2, la carretera M-12 y la carretera de Alcobendas a Barajas. Estas últimas conectan con el aeropuerto Adolfo Suárez Madrid-Barajas.
También cabe destacar que la carretera M-616 (El Goloso-Alcobendas) conecta el municipio con Cantoblanco, donde se encuentra el campus principal de la Universidad Autónoma de Madrid y el campus secundario de la Universidad Pontificia Comillas.
La localidad cuenta con una amplia red de autobuses urbanos e interurbanos que la conectan con Madrid (Plaza de Castilla, Chamartín, Pinar de Chamartín y Canillejas), Tres Cantos, Algete y otros municipios del norte de la Comunidad de Madrid:
| Línea | Cabeceras                                                         | Operador       |
| ----- | ----------------------------------------------------------------- | -------------- |
| 1     | Arroyo de la Vega - Soto de la Moraleja - La Moraleja             | Empresa Montes |
| 2     | Alcobendas - La Moraleja (por paseo de Alcobendas)                | Empresa Montes |
| 3     | Arroyo de la Vega - Soto de la Moraleja - El Encinar de los Reyes | Empresa Montes |
| 5     | San Sebastián de los Reyes - Alcobendas - El Soto de La Moraleja  | Interbus       |
| 6     | Estación FFCC Valdelasfuentes - Polígono industrial               | Interbus       |
| 9     | Alcobendas (Estación FFCC) - Alcobendas (Arroyo de la Vega)       | Interbus       |
| 10    | Circular                                                          | Interbus       |
| 11    | Circular                                                          | Interbus       |

Autobuses interurbanos
| Línea | Recorrido                                                                                  | Operador       |
| ----- | ------------------------------------------------------------------------------------------ | -------------- |
| 151   | Madrid (Plaza de Castilla) - Alcobendas                                                    | Interbus       |
| 152C  | Madrid (Plaza de Castilla) - San Sebastián de los Reyes (Dehesa Vieja)                     | Interbus       |
| 153   | Madrid (Plaza de Castilla) - Alcobendas - Rosa Luxemburgo                                  | Interbus       |
| 154   | Madrid (Chamartín) - San Sebastián de los Reyes Circular (por Fuencarral)                  | Interbus       |
| 154C  | Madrid (Plaza de Castilla) - San Sebastián de los Reyes (Avenida Quiñones)                 | Interbus       |
| 155   | Madrid (Plaza de Castilla) - Soto de La Moraleja                                           | Interbus       |
| 155B  | Madrid (Plaza de Castilla) - El Encinar de los Reyes                                       | Interbus       |
| 156   | Madrid (Plaza de Castilla) - San Sebastián de los Reyes (Polígono industrial Moscatelares) | Interbus       |
| 157   | Madrid (Plaza de Castilla) - Alcobendas - Paseo de la Chopera                              | Interbus       |
| 157C  | Madrid (Plaza de Castilla) - Alcobendas (Valdelasfuentes)                                  | Interbus       |
| 158   | Madrid (Pinar de Chamartín) - Alcobendas- San Sebastián de los Reyes (Tempranales)         | Interbus       |
| 159   | Madrid (Plaza de Castilla) - Arroyo de la Vega - El Juncal                                 | Interbus       |
| 161   | Madrid (Plaza de Castilla) - Urbanización Fuente del Fresno                                | Interbus       |
| 180   | Alcobendas - Algete                                                                        | Interbus       |
| N101  | Madrid (Plaza de Castilla) - Alcobendas                                                    | Interbus       |
| N102  | Madrid (Plaza de Castilla) - San Sebastián de los Reyes                                    | Interbus       |
| N103  | Madrid (Plaza de Castilla) - Algete                                                        | Interbus       |
| N104  | Madrid (Plaza de Castilla) - El Molar                                                      | ALSA           |
| 171   | Madrid (Plaza de Castilla) - Ciudad Santo Domingo                                          | ALSA           |
| 714   | Madrid (Plaza de Castilla) - Universidad Autónoma                                          | ALSA           |
| 827   | Madrid (Canillejas) - Tres Cantos                                                          | Empresa Montes |
| 827A  | Alcobendas - San Sebastián de los Reyes- Universidad Autónoma                              | Empresa Montes |
| 828   | Madrid (Canillejas) - Universidad Autónoma                                                 | Empresa Montes |

Metro
- desde el 26 de abril de 2007

| Línea | Recorrido                                             | Estaciones                                                           |
| ----- | ----------------------------------------------------- | -------------------------------------------------------------------- |
|       | Hospital Infanta Sofía - Tres Olivos - Puerta del Sur | - La Granja - La Moraleja - Marqués de la Valdavia - Manuel de Falla |

Cercanías
| Línea | Recorrido                     | Estaciones                                |
| ----- | ----------------------------- | ----------------------------------------- |
|       | Parla - Alcobendas-S.S. Reyes | - Valdelasfuentes - Alcobendas-S.S. Reyes |

## Cultura

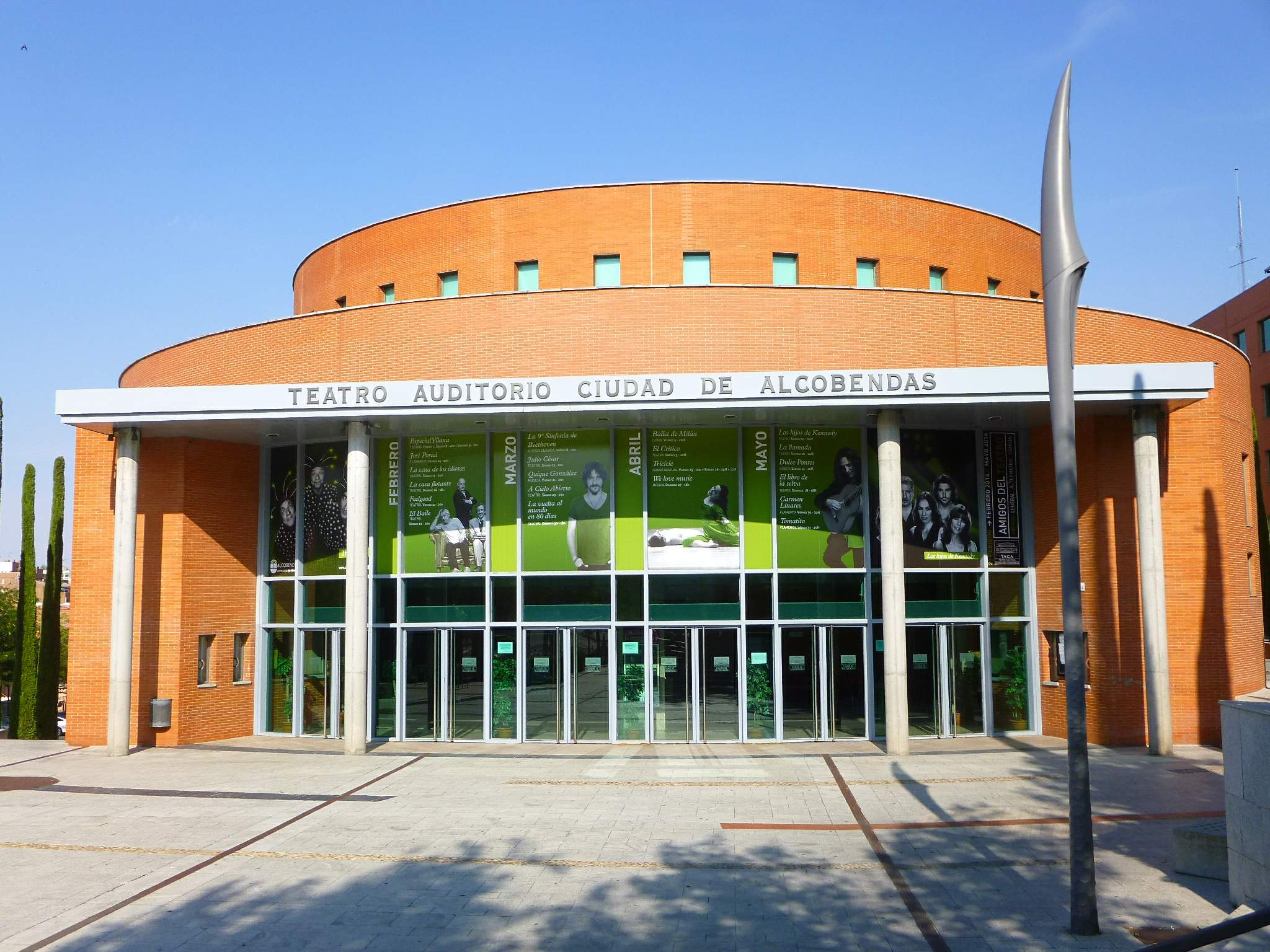
Teatro auditorio Ciudad de Alcobendas, inaugurado en 1995

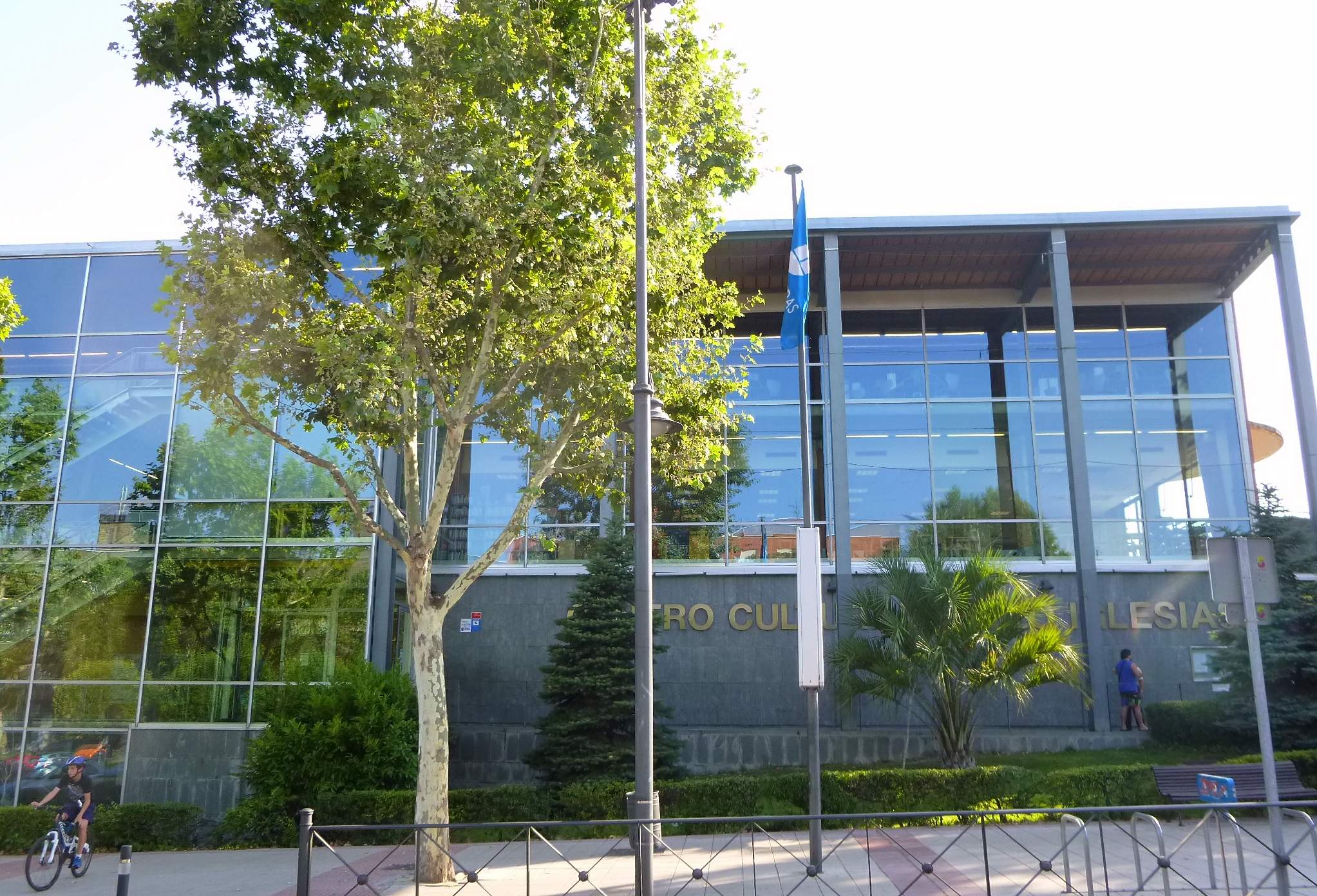
Centro cultural Pablo Iglesias

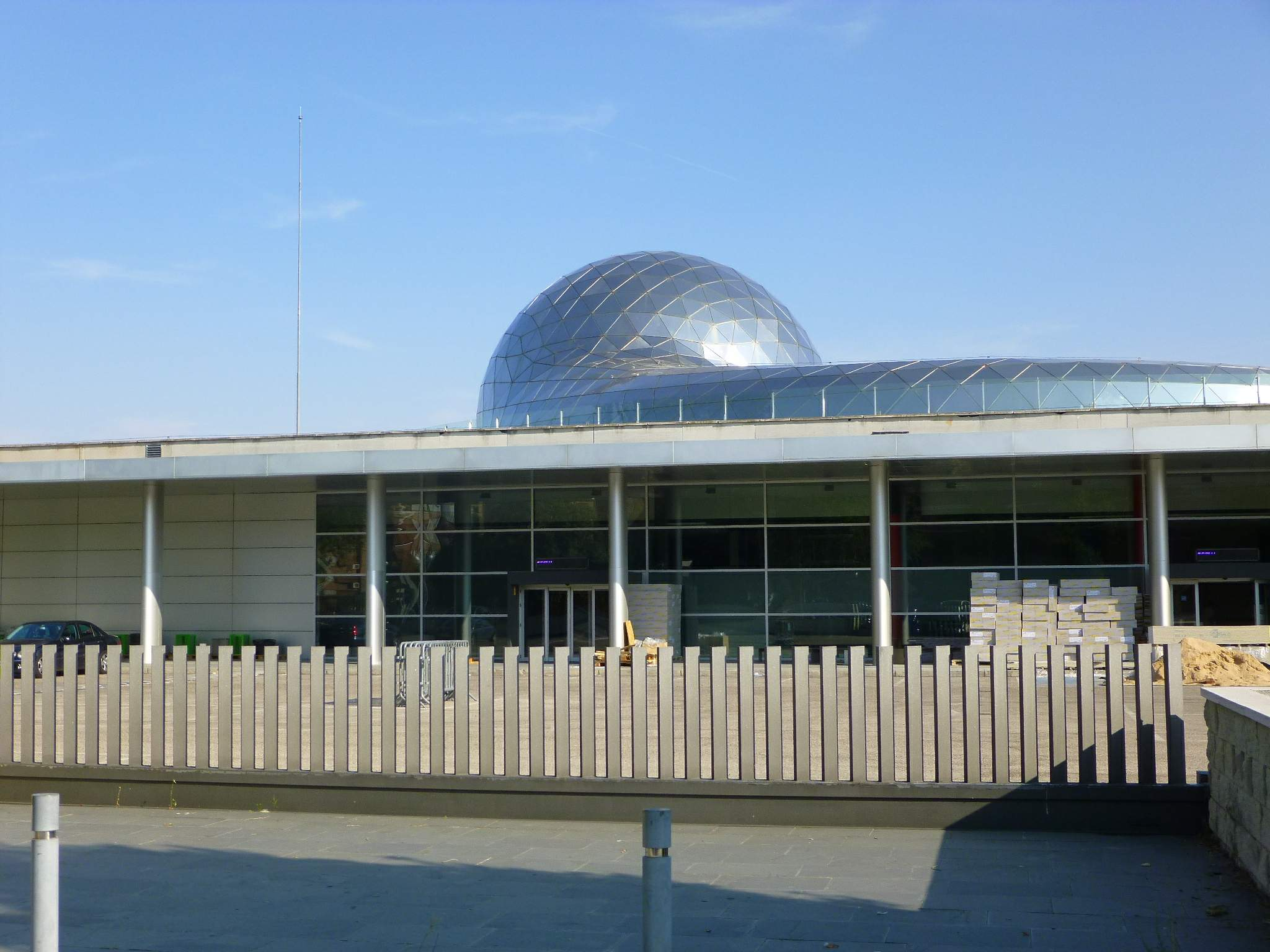
La sede, desde 2014, del Museo Nacional de Ciencia y Tecnología (MUNCYT) en Alcobendas. El edificio fue conocido como CosmoCaixa entre 2007 y 2013; anteriormente a 2007 fue el Museo Acciona de la Ciencia

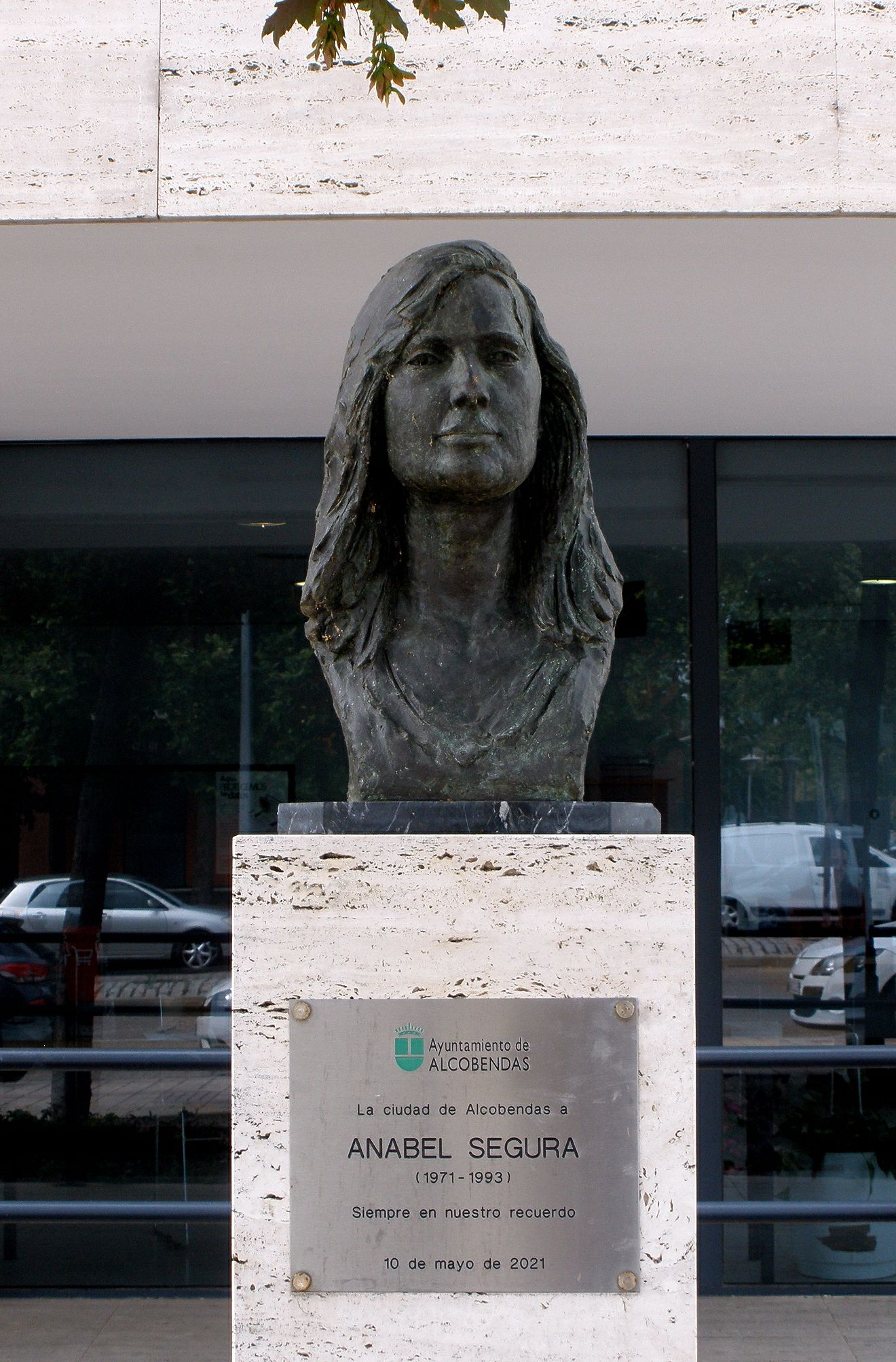
Memorial de Anabel Segura, erigido el 10 de mayo de 2021 junto al centro cívico que lleva su nombre en La Moraleja

### Deporte
Alcobendas cuenta con dos polideportivos: el polideportivo José Caballero y la ciudad deportiva Valdelasfuentes. Ambos cuentan con gran variedad de instalaciones. Alcobendas ha sido el único municipio de Madrid galardonado, en dos ocasiones, con el Premio Nacional del Deporte.
La Fundación Deporte Alcobendas está formada por 5 clubes participantes: Club Baloncesto Alcobendas, Club Balonmano Alcobendas, Club Patín Alcobendas, Club Voleibol Alcobendas, y Club Alcobendas Rugby; y otros 13 clubes asociados: Alcobendas Tenis Mesa, Club Corredores, Han Kuk, Club Deportivo Elementa Alcobendas Futsal, Club Recreativo Esgrima Alcobendas, Escuela de Taekwondo Jesús Tortosa, Sporting 6 de Diciembre, Stecchino Mountain Bike, Alcobendas Levitt CF, club de tenis Ciudad de Alcobendas, Cheerxport Alcobendas, Escuela Club de Fútbol Alcobendas, y Royal Oaks Knights.
La sede de información del Mundial de baloncesto 2014 estuvo en Alcobendas.
En octubre de 2021 fue incluida como ciudad contribuyente, en el Hall of Fame del Baloncesto Español en la promoción de 2019.

### Actividades para jóvenes
IMAGINA Centro Joven es un servicio de juventud, infancia y adolescencia ofrecido por el Ayuntamiento de Alcobendas, rinde servicios de interés a jóvenes empadronados en este municipio. Incluye una amplia variedad de servicios como bolsa de empleo y vivienda, formación, salud y ocio a precios reducidos.
Se encuentra ubicado en la calle de Ruperto Chapí, 18. Además, tienen disponible una página web con actualizaciones diarias, así como, las redes sociales Facebook y X desde donde apoyan su comunicación, difusión y gestión del conocimiento.

### Fiestas populares
- 24 de enero: Virgen de la Paz (patrona del pueblo)
- 15 de mayo: San Isidro (patrón de la ciudad de Madrid)

## Ciudades hermanadas
- Épinay-sur-Seine (Francia, 1986)